# Misbah-ul-Haq
Misbah-ul-Haq Khan Niazi (auch Misbah-ul-Haq; * 28. Mai 1974) ist ein ehemaliger pakistanischer Cricketspieler, der die pakistanische Mannschaft in allen drei Formaten des Spiels führte. Mit 26 Siegen ist er Pakistans erfolgreichster Testkapitän.

## Kindheit und Ausbildung
Misbah ul Haq wurde in Mianwali, Punjab geboren. Misbah-ul-Haq gehört dem Paschtunenvolk der Niazi an und ist ein entfernter Cousin von Imran Khan. Ul-Haq verfügt über einen MBA in Management.
Sein First-Class Debüt gab Misbah 1998, sein Test-Debüt 2001 und sein ODI-Debüt 2002.

## Aktive Karriere

### Nationale Karriere
Misbah war nicht nur im internationalen Cricket erfolgreich, sondern auch im nationalen. Er führte die Faisalabad Wolves in der Saison 2012–13 und führte sein Team zum Gewinn der Presidents Trophy und zur Qualifikation für die T20 Champions League. Misbah spielte in der IPL 2008 für die Royal Challengers Bangalore. Darüber hinaus nahm er an nationalen T20-Ligen in Sri Lanka, Indien, West Indies und Bangladesch teil. Weiterhin unterschrieb Misbah 2016 einen Vertrag bei Islamabad United, um an der Pakistan Super League teilzunehmen. Er zählt zu den erfolgreichsten Captains in der PSL.

### Internationale Karriere
Misbah-ul-Haq hatte seinen Durchbruch im ICC World Twenty20 2007, als er im Finale gegen Indien einen Paddle Scoop ausführte. Misbah-ul-Haq war erzielte die meisten Runs für Pakistan und die drittmeisten im gesamten Turnier. Er war außerdem der erste pakistanische Cricketspieler, der die ICC T20I Batsmen Rankings anführte und der erste, der erste pakistanische Batsman der im T20 eine Half-Century erzielte. Misbah wurde für seine gute Leistungen im ICC World Twenty20 2009 gelobt, später jedoch für seine schlechte Leistung gegen Indien Cricket World Cup 2011 kritisiert.

### Zeit als Kapitän
Misbah-ul-Haq wurde 2010 zum ersten Mal in der Test-Series gegen Südafrika zum Kapitän ernannt. Die Tour gegen die West Indies verlief für Misbah ul Haq erfolgreich und er wurde anschließend zum Kapitän in allen Spielformen ernannt. Misbah war in 8 Matches Kapitän der Mannschaft im T20, erntete aber 2012 Kritik durch ehemalige Cricketspieler und als Folge dessen trat er zurück. 2013 wurde Misbah für seine schlechten Leistungen und Führungsstil kritisiert, aber er blieb bis zum Cricket World Cup 2015 der Kapitän. 2016 führte Pakistan dank Misbah ul Haq die zum ersten Mal seit 1988 die Test Rankings an. Misbah gilt als der erfolgreichste Test-Captain Pakistans. Misbah war 2008–2015 auch der Kapitän in den ODIs, gab diese Position jedoch nach Kritik ab.

### Rücktritt
Misbah-ul-Haq gab im 2015 bekannt, dass er nach dem Cricket World Cup 2015 als ODI-und T20 Spieler zurücktreten werde.  Sein Test-Match Rücktritt erfolgte nach der Test-Series gegen die West-Indies im Mai 2017.

## Nach der aktiven Karriere
Im September 2019 wurde er als Vorsitzender des Auswahl-Komitees und als Coach der Nationalmannschaft berufen. Im Oktober trat er von seiner Rolle als Selector zurück, behielt jedoch seine Trainerposition im Team.